# Tall Mahtabi
Tall Mahtabi (en persa: تل مهتابي‎; también romanizado como Tall Mahtābī) es una aldea en el distrito rural de Rostaq del distrito central del condado de Neyriz, provincia de Fars, Irán.
Según el censo nacional de 2006, su población era de 1039 habitantes en 239 hogares. El siguiente censo de 2011 contó 1111 personas en 283 hogares. El último censo de 2016 mostró una población menor; de 1050 personas en 307 hogares. Era el pueblo más grande de su distrito rural.